# Bonavila e Sent Avit de Fumadièras
Bonavila e Sent Avit de Fumadièras (en francès Bonneville-et-Saint-Avit-de-Fumadières) és un municipi francès situat al departament de la Dordonya i a la regió de la Nova Aquitània.

## Demografia
| 1962                                       | 1968 | 1975 | 1982 | 1990 | 1999 | 2007 |
| ------------------------------------------ | ---- | ---- | ---- | ---- | ---- | ---- |
| 318                                        | 247  | 220  | 195  | 214  | 216  | 301  |
| Des de 1962: població sense dobles comptes |      |      |      |      |      |      |

## Administració
| Període | Identitat      | Partit |
| ------- | -------------- | ------ |
| 2001-   | Serge Fourcaud | PS     |